# Проста група
Простою групою в теорії груп називається група, що не має нормальних підгруп за винятком самої групи і одиничної групи. Будь-яка група, яка не є простою, може бути розкладена за допомогою деякої нормальної підгрупи і факторгрупи. Згодом, якщо факторгрупа не є простою, процес можна продовжити. У випадку скінченної групи згідно з теоремою Жордана-Гьольдера після скінченної кількості кроків одержується певна однозначно визначена проста підгрупа.

## Приклади
- Циклічна група {\displaystyle \mathbb {Z} _{p}} простого порядку {\displaystyle p}.

Справді єдиними підгрупами такої групи є сама група і одинична група, а значить вони є також єдиними нормальними підгрупами. Дані групи є єдиними можливими комутативними простими групами.
- Усі знакозмінні групи (тобто групи парних перестановок) для 5 і більше елементів є простими.

## Тести, що засвідчують непростоту
- Тест Силова  — Нехай n не є простим і p є деяким простим дільником n. Тоді якщо 1 є єдиним дільником n рівним 1 за модулем p, то не існує простої групи порядку p
- Тест Бернсайда  — порядок некомутативної скінченної простої групи ділиться щонайменше на три різні прості числа.

### Українською
- (укр.) Гаврилків В. М. Елементи теорії груп та теорії кілець. — І.-Ф.  : Голіней, 2023. — 153 с.

### Іншими мовами
- Курош А. Г. Теория групп. — 3-е изд. — Москва : Наука, 1967. — 648 с. — ISBN 5-8114-0616-9.(рос.)
- Burnside, William (1897), Theory of groups of finite order, Cambridge University Press